# Carex venusta
Carex venusta är en halvgräsart som beskrevs av Chester Dewey. Carex venusta ingår i släktet starrar, och familjen halvgräs. Inga underarter finns listade i Catalogue of Life.